# عبدالرحمان بن خالد الفهمی
عبدالرحمان بن خالد الفهمی (انگلیسی: Abd al-Rahman ibn Khalid al-Fahmi؛ درگذشته دهه ۷۴۰) فرمانروای مصر در دوران خلافت اموی بود.